# Сакамото Маая
Маая Сакамото (яп. 坂本 真綾; нар. 31 березня 1980, Ітабасі, Префектура Токіо, Японія) — відома японська сейю та співачка. Дебютом в 1996 році стало озвучення Хітомі Кандзакі в популярному аніме-серіалі «The Vision of Escaflowne».
Також вона виконала відкриваючу пісню «Yakusoku wa Iranai» та фінальну пісню фільму «Ubiva». З тих пір, як вона почала працювати разом з композитором Йоко Канно, вона отримала багато ролей в аніме, наприклад в таких як «Record of Lodoss War», «Kanon», «RahXephon», «Mobile Suit Gundam SEED Destiny», «.hack//SIGN». Також у неї були ролі у відеоіграх, таких як «Panzer Dragoon Saga», «Kingdom Hearts», «Fullmetal Alchemist 3: Kami wo Tsugu Shōjō» та «Napple Tale». Також вона озвучувала Падме Амідалу в японському дубляжі «Зоряних воєн».
Як співачка, Маая випустила п'ять сольних альбомів, один мініальбом та безліч синглів. У грудні 2003 року вона випустила свій четвертий альбом «Shōnen Alice» та DVD з коротким фільмом «03†». Сакамото також пише слова до пісень, але частіше працює з текстами інших авторів. Частими співавторами стають Юхо Івасато для японських текстів і Тім Дженсен — для англомовних. Композитор Йоко Канно працювала з Сакамото аж до «Yunagi LOOP» — п'ятого альбому Сакамото, в якому вже не було жодної пісні, написаної Канно.
Маая Сакамото закінчила Токійський університет, отримавши ступінь бакалавра соціологічних наук.

## Дискографія

### Альбоми

#### Grapefruit (1997)
Grapefruit (яп. グレープフルーツ) — дебютний альбом співачки. Композитор та продюсер Йоко Канно. Вона також автор текстів до пісень «Migi Hoppe no Nikibi», «Orange-Iro to Yubikiri» та «Feel Myself».
Список композицій:
1. Feel Myself
2. I and I
3. Grapefruit (яп. グレープフルーツ)
4. Migi Hoppe no Nikibi (яп. 右ほっぺのニキビ)
5. POCKET wo Kara ni Shite (яп. ポケットを空にして)
6. ORENJI Iro to Yubikiri (яп. オレンジ色とゆびきり)
7. Aoi Hitomi (яп. 青い瞳) (ремікс)
8. Yakusoku wa Iranai (яп. 約束はいらない)[1]
9. My Best Friend
10. Kaze ga Fuku Hi (яп. 風が吹く日)
11. Sono Mama de Iinda (яп. そのままでいいんだ)

#### DIVE (1998)
DIVE — другий студійний альбом. Автор тексту всіх пісень Маая Сакамото. Композитор та продюсер Йоко Канно.
Список композицій:
1. I.D.
2. Hashiru (яп. 走る)
3. Baby Face
4. Getsuyou no Asa (яп. 月曜の朝)
5. Pilot (яп. パイロット)
6. Heavenly Blue
7. Peace (яп. ピース)
8. Yucca (яп. ユッカ)
9. Neko to Inu (яп. ねこといぬ)
10. Kodoku (яп. 孤独)
11. Dive

#### Lucy (2001)
Lucy — третій студійний альбом. Маая Сакамото, крім того, що є автором всіх текстів до пісень, виконує декілька власних гітарних композицій.
Список композицій:
1. Lucy
2. Mameshiba (яп. マメシバ)
3. Sky of Strobes (яп. ストロボの空)
4. Alkaloid (яп. アルカロイド)
5. Black Tea (яп. 紅茶)
6. Tree-climbing and a Red Skirt (яп. 木登りと赤いスカート)
7. Life is Good
8. Honey Bunny
9. T-shirt (яп. Tシャツ)
10. The Air and Stars (яп. 空気と星)
11. Rule: Days Which Never Fade Away (яп. Rule～色褪せない日々～)
12. I Throw a Vase from Atop the Hill (яп. 私は丘の上から花瓶を投げる)

#### Easy Listening (2001)
Easy Listening — мініальбом японської співачки Сакамото Маая. Композитор — Канно Йоко. Слова до пісень «Afternoon Repose» та «Another Grey Day in the Big Blue World» написали Шанті Снайдер та Кріс Мосделл і виконуються англійською мовою.
Список композицій:
1. Inori
2. Blind Summer Fish
3. Doreddo 39
4. Afternoon Repose
5. Bitter Sweet
6. Another Grey Day in the Big Blue World
7. Birds

#### Shōnen Alice (2003)
Shōnen Alice (яп. 少年アリス) — четвертий альбом співачки. Багато пісень цього альбому виконані в манері, яка дуже відрізняється від звичайного стилю співачки. Альбом посів 10 сходинку чарту «Oricon». Загальна кількість проданих копій — 30,518.
Список композицій:
1. The Astronaut's Song (яп. うちゅうひこうしのうた) — 3:48
2. Look at the Sky (яп. ソラヲミロ) — 4:05
3. Scrap: Farewell Poem (яп. スクラップ～別れの詩) — 4:45
4. Makiba Alice! (яп. まきばアリス!) — 4:49
5. Midday Snow (яп. 真昼が雪) — 4:33
6. Kingfisher Girl — 3:29
7. Hero (яп. ヒーロー) — 2:47
8. Night (яп. 夜) — 4:41
9. Call to Me — 4:47
10. Let There Be Light (яп. 光あれ) — 4:25
11. Little Folk (яп. ちびっこフォーク) — 4:02
12. park amsterdam — 4:05
13. 03 (Пісня із фільму «03†») — 5:57
14. Good-bye Letter (яп. おきてがみ) — 2:40

#### Yūnagi Loop (2005)
Yūnagi Loop (яп. 夕凪LOOP) — п'ятий альбом Мааї Сакамото. Стиль альбому суттєво змінився через те, що це перший альбом в створенні якого не брала участь як композитор Йоко Канно.
Список композицій:
1. Hello — 5:18
2. Honey Come (яп. ハニー・カム) — 4:50
3. Loop (яп. ループ) — 5:24
4. New Leaves (яп. 若葉) — 5:23
5. Paprika (яп. パプリカ) — 3:54
6. My Favorite Books — 4:20
7. While Running With the Moon (яп. 月と走りながら) — 3:54
8. NO FEAR / The Thing I Love (яп. あいすること) — 4:12
9. Unison (яп. ユニゾン) — 5:41
10. Is It Winter? (яп. 冬ですか) — 4:55
11. Peaceful Evening Loop (яп. 夕凪LOOP) — 4:55
12. A Happy Ending — 2:55

#### 30minutes night flight (2007)
30minutes night flight — другий мініальбом співачки.
Список композицій:
1. 30 minutes night flight — 5:55
2. Dreaming (яп. ドリーミング) — 4:01
3. Memory-there's no end (яп. 記憶) — 4:25
4. The reason why we are in love (яп. 僕たちが恋をする理由) — 5:34
5. Pleasure — 4:23
6. Universe (яп. ユニバース) — 4:31
7. 30 minutes night flight~sound of A New Day — 1:09

### Сингли
| Дата виходу        | Заголовок                                    | Примітки                                                                                             |
| ------------------ | -------------------------------------------- | --- |
| 24 квітня, 1996    | Yakusoku wa Iranai (яп. 約束はいらない)      | Відкриваюча пісня аніме The Vision of Escaflowne.                                                    |
| 21 березня, 1997   | Clamp Gakuen Tanteidan (яп. CLAMP学園探偵団) | Пісня «Bokura no Rekishi» (ボクらの歴史) використовується в радіопостановці CLAMP School Detectives. |
| 22 вересня, 1997   | Gift                                         | Закриваюча пісня аніме CLAMP School Detectives.                                                      |
| 22 квітня, 1998    | Kiseki no Umi (яп. 奇跡の海)                 | Відкриваюча пісня до Record of Lodoss War: Chronicles of the Heroic Knight.                          |
| 21 листопада, 1998 | Hashiru (яп. 走る)                           | |
| 21 жовтня, 1999    | Purachina (яп. プラチナ)                     | 3-тя відкриваюча пісня до Cardcaptor Sakura.                                                         |
| 21 червня, 2000    | Yubiwa (яп. 指輪)                            | Закриваюча пісня Escaflowne: The Movie.                                                              |
| 23 серпня, 2000    | Shippo немає Uta (яп. しっぽのうた)          | Пісня використовується в ігрі Napple Tale                                                            |
| 16 грудня, 2000    | Mameshiba (яп. マメシバ)                     | Закриваюча пісня до аніме Earth Girl Arjuna.                                                         |
| 21 лютого, 2002    | Hemisphere (яп. ヘミソフィア)                | Відкриваюча пісня до аніме RahXephon.                                                                |
| 21 лютого, 2002    | Gravity                                      | Закриваюча пісня аніме Wolf's Rain.                                                                  |
| 2 квітня, 2003     | Tune the Rainbow                             | Закриваюча пісня до RahXephon:Pluralitas Concentio.                                                  |
| 10 травня, 2005    | Loop (яп. ループ)                            | Перша закриваюча тема до аніме Tsubasa Chronicle.                                                    |
| 14 червня, 2006    | Kazemachi Jet (яп. 風待ちジェット)           | Друга закриваюча тема до аніме Tsubasa Chronicle.                                                    |
| 21 листопада, 2007 | Saigo no Kajitsu (яп. さいごの果実)          | Закриваюча пісня до OVA Tsubasa Tokyo Revelations.                                                   |
| 23 квітня, 2008    | Triangler (トライアングラー)                 | Відкриваюча пісня до аніме Macross Frontier.                                                         |

## Саундтреки
Список саундтрек-альбомів, в створені яких брала участь Маая Сакамото.
- 23-ji no Ongaku: NHK Rensoku Dorama «Mayonaka wa Betsu no Kao»
- Arjuna: Into the Another World
- Arjuna: Onna no Minato
- Brain Powered Original Soundtrack 2
- Cardcaptor Sakura Original Soundtrack 4
- CLAMP in Wonderland <PRECIOUS SONGS>
- DeViceReigN OST
- Dream Power: Tsubasanaki Mono-tachi e
- El-Hazard: The Alternative World Ongakuhen
- Escaflowne Movie Original Soundtrack
- Game Vocal Best: Shikura Chiyomaru Gakkyokushū Vol.1
- Ghost in the Shell: Stand Alone Complex — be Human
- Kōya no Medarot
- Little Lovers Soundtrack
- Napple Tale Original Soundtrack Vol.1: Kaijū Zukan
- Napple Tale Original Soundtrack Vol.2: Yōsei Zukan
- RahXephon O.S.T. 1
- RahXephon Pluralitas Concentio O.S.T.
- Record of Lodoss War OST 1
- Risky Safety Aa! Soundtrack
- The Vision of Escaflowne Original Soundtrack 1
- The Vision of Escaflowne Original Soundtrack 3
- Tsubasa Chronicle: Future Soundscape I
- Tsubasa Chronicle: Future Soundscape III
- Tsubasa Chronicle Best Vocal Collection
- Wolf's Rain O.S.T
- Wolf's Rain O.S.T 2

## Відомі ролі

### Аніме
- .hack//Legend of the Twilight
- .hack//SIGN
- Bakemonogatari
- Bamboo Blade
- Barom One
- Binbō Shimai Monogatari[2]
- Canaan
- Cowboy Bebop
- Зошит смерті
- D.Gray-man
- El Hazard
- Остання фантазія 7: Діти пришестя
- Geneshaft — Беатріс Ратіо
- Ghost in the Shell
- Привид у латах: Синдром одинака
- Gundam SEED Destiny
- Kanon
- Heat Guy J
- Medabots
- Mizuiro Jidai
- Mushishi
- Наруто
- Nightwalker
- Ouran High School Host Club
- RahXephon
- Record of Lodoss War: Chronicles of the Heroic Knight
- Omishi Magical Theater: Risky Safety
- Soul Eater
- Tsubasa Chronicle
- The Vision of Escaflowne
- Wolf's Rain
- Saint Seiya
- Kuroshitsuji
- Kara no Kyōkai — Шікі Рьоґі

### OVA
- .hack//Legend of the Twilight
- .hack//SIGN
- Little Twins
- Hellsing Ultimate OVA

### Відеоігри
- .hack
- Bujingai
- Dead or Alive Xtreme Beach Volleyball
- Dead or Alive 4
- Final Fantasy VII Crisis Core
- Final Fantasy XIII
- Fullmetal Alchemist 3: Kami wo Tsugu Shoujo
- Kanon
- Kingdom Hearts
- Lttle Lovers
- Little Lovers
- Napple Tale
- Panzer Dragoon Saga
- Panzer Dragoon Orta
- Persona 3
- RahXephon Sokyu Gensokyoku
- Sonic the Hedgehog
- Super Robot Wars
- Tenkuu no Escaflowne